# Роша, Коко
Коко Роша (англ. Coco Rocha) — канадская супермодель.

## Биография
Коко родилась в Торонто (провинция Онтарио), затем переехала в Ричмонд, будучи совсем юной. Её родители работают на авиалиниях. Мать, Джуанита, работает стюардессой, а отец, Трэвор Хэйнс, — заведующий билетной кассой. У Коко есть также сестра Линдси и брат Грэг Морэндин. В жилах Коко течёт ирландская и украинская кровь.

Роша — одна из немногих моделей, кто высказался против пищевых расстройств в модельном бизнесе. Она признала давление, с которым столкнулась, будучи неопытной моделью, и отзывы о её весе, который она набрала после поездки в Сингапур. В письме, адресованном Associated Press, она написала: 
Я не забуду совет, который мне дали люди в агентстве, когда увидели моё тело. Они сказали: «Ты должна ещё больше похудеть. В этом году модой правит анорексия. Мы не хотим, чтобы ты была страдающей анорексичкой, просто будь похожа на неё».
Коко является Свидетелем Иеговы и проповедует по домам. Она говорит: «Прежде всего я христианка, а только потом модель». Однако в юности ей не всегда удавалось противостоять требованиям фотографов. В согласии со своими религиозными убеждениями она твёрдо отказывается позировать обнажённой или полуобнажённой.
Я не демонстрирую свою грудь, я не позирую с сигаретой в руке и я не целуюсь с моделями-мужчинами во время фотосессий. Я не сужу тех, кто это делает, мои лучшие подруги — модели Victoria’s Secret, просто я сама в этом не участвую».

## Карьера
В 2002 году агент Чарльз Стюарт познакомился с Коко на ирландском танцевальном конкурсе и спросил её, не хочет ли она попробовать себя в качестве модели. До этого она и не думала о подобном. Когда Коко начинала работать моделью, её представления о моде были весьма ограничены.
Коко начала свою профессиональную карьеру модели в 2004 году, подписав контракт с агентством SUPREME в Нью-Йорке. Через два года Роша познакомилась с фотографом Стивеном Меиселем. Вскоре она появилась в одной из передовиц с Джеммой Уорд и Амандой Мур. Благодаря той съемке карьера Коко пошла в гору, и уже в январе 2006 она появилась на обложке итальянского Vogue, а через неделю Роша участвовала в показах на неделе высокой моды весна/лето 2006 в Нью-Йорке для группы дизайнеров, среди которых наиболее известными были Марк Джейкобс и Анна Суи.
За кулисами показа Анны Суи, Роша повстречала модель Наоми Кэмпбелл, которая, держа Коко за руки призналась, что восхищена её походкой и отныне она — её фаворитка. После нью-йоркской недели моды Коко получила приглашение участвовать и в парижской неделе моды. Она демонстрировала одежду таких уважаемых дизайнеров, как Стелла Маккартни, Шиэци Чен, Кристиан Лакруа,Эмануэль Унгаро, и была выбрана Марком Джейкобсом для открытия и закрытия его показа Луи Виттон.
Показ Жан-Поля Готье осень/зима 2007, вдохновлённый горной местностью Роша открывала ирландским танцем; американский Vogue назвал это явление «моментом Коко».
В майском Vogue (США) 2007 года Коко появилась на обложке с моделями Даутцен Крус, Кэролайн Трентини, Ракель Циммерман, Сашей Пивоваровой, Агнесс Дин, Джессикой Стэм, Хилари Рода, Шанель Иман и Лили Дональдсон как новый состав супермоделей. В 2008 году агент кастинга Джеймс Скалли, который ответственен за выбор моделей на неделях моды, говорил про Коко:
Поначалу я не мог поверить в то, что говорили о ней дизайнеры, но через несколько минут после встречи с ней, я был полностью очарован и понял, почему все любят её. Некоторые люди считают её внешность достаточно специфической, а я считаю, что она — девушка-хамелеон.
Роша позировала для многих модных журналов, включая Vogue, Flare, Fashion, Numéro, French, W, Harper's Bazaar, Dazed & Confused, i-D, Time Style & Design и т. д.
Начиная с самого дебюта, Коко побывала лицом многих модных кампаний, таких как Americana Manhasset, Balenciaga, Chanel, D&G, Dior, Dolce & Gabbana, Lanvin, The Gap, Tommy Hilfiger, Yves Saint Laurent и Rimmel.
Коко Роша вошла в тридцатку лучших моделей 2000-х годов, составленную парижским Vogue.
В июле 2010 года Роша сотрудничала с сайтом vogue.co.uk каждый день в течение месяца она участвовала в рубрике «Сегодня я ношу» после Алексы Чанг и Оливии Пэлермо, демонстрируя свой стиль на каждый день. В следующем месяце Коко появилась на рекламном щите на Таймс-сквер в журнала Мэри Клэр и Проекта Подиум, на котором она была в наряде дизайнера-победителя проекта.

## Награды
В октябре 2010 года Роша была удостоена премии Marie Claire's Prix d'Excellence как модель года на церемонии в Париже.
В ноябре 2010 года Роша получила награду Seventeen Body Peace от журнала Seventeen.
В феврале 2014 года Роша была удостоена награды «Модель года» на церемонии вручения наград Canadian Arts and Fashion Awards в Торонто, Канада.

## Личная жизнь
С 9 июня 2010 года замужем за дизайнером интерьеров Джеймсом Конраном. У супругов есть трое детей — дочери Айони Джеймс Конран (28.03.2015) , Айли Рин Конран (22.11.2020) и сын Айвер Имс Конран (20.04.2018).